# Metropolia Edmonton
Metropolia Edmonton – metropolia Kościoła rzymskokatolickiego w zachodniej Kanadzie w prowincji Alberta. Obejmuje metropolitalną archidiecezję Edmonton i dwie diecezje. Została ustanowiona 30 listopada 1912 roku.
W skład metropolii wchodzą:
- Archidiecezja Edmonton
- Diecezja Calgary
- Diecezja Saint Paul w Albercie